# Quercus tomentosinervis
Quercus tomentosinervis — вид рослин з родини букових (Fagaceae), ендемік Юньнаню, Китай.

## Опис
Це дерево досягає 20 метрів заввишки. Молоді пагони волосаті, стають без волосся. Листки шкірясті, від овального до довгасто-еліптичного, 7–15 × 3–5 см; верхівка хвостата; основа широко клиноподібна або майже округла; край цілий, іноді слабо зубчастий до верхівки; верх блискучий зелений голий; низ сіро-коричнево-вовнистий (по суті вздовж вен); ніжка 20–35 мм. Маточкові суцвіття 5–7 см завдовжки. Жолуді яйцюваті, 15–17 мм завдовжки й 13–15 мм ушир; чашечка вкриває 1/3 горіха, з 6–7 концентричними кільцями; дозрівають першого року.

## Середовище проживання
Поширення: Китай (Юньнань). Росте на висотах до 2300 метрів; населяє вічнозелені широколистяні ліси.

## Загрози
Quercus tomentosinervis може бути вразливим до видобутку деревини, а також перетворення середовища проживання та пожеж.